# OLD POP!
OLD POP!（オールドポップ）は、2005年から2020年5月9日まで放送されていたエフエム秋田のラジオ番組。

## 概要
2005年放送開始。昭和40年代以降の「昭和」の名曲を、ポップスを中心に洋邦問わずに紹介。当初は、特定の年にスポットを当てて紹介していたが、特定のアーティストをスポットを当てて紹介していた。年末には、「ひとり紅白歌合戦」というテーマの元、松村が独断と偏見で選曲し、紹介していた。また、松村が曲にまつわるうんちくを紹介するのが当番組の特徴であった。
2020年5月4日に、松村が急逝。5月9日に、「OLD POP!特別編」と題し、松村と親交が深かった、宇都宮貴子、シャバ駄馬男、バリトン伊藤、石川文子、石垣政和が、思い出を話しながら、思い出の曲を紹介し、この回が実質最終回となった。

## パーソナリティ
- 松村サトシ

## 放送時間
- 日曜 18:25 - 18:55（番組開始 - 2007年3月）
- 日曜 18:00 - 18:30（2007年4月 - 2013年3月）
- 土曜 18:00 - 18:55（2013年4月 - 2017年9月30日）
- 土曜 18:30 - 18:55（2017年10月7日 - 2020年5月）